# برتونيلة تالبية
برتونيلة تالبية (الاسم العلمي: Bartonella talpae) هي نوع من البكتيريا تتبع جنس البرتونيلة من فصيلة البارتونيلات.